# Thallarcha sparsanella
Thallarcha sparsanella är en fjärilsart som beskrevs av Embrik Strand 1922. Thallarcha sparsanella ingår i släktet Thallarcha och familjen björnspinnare. Inga underarter finns listade i Catalogue of Life.